# Korthåret vizsla
 Denne artikel bør gennemlæses af en person med fagkendskab for at sikre den faglige korrekthed.

Korthåret vizsla er en hunderace der stammer fra Ungarn. Racen er af gruppen af stående hunde.
Racen er opdrættet til at være jagthunde. Hundene har generelt behov for en del kontakt, og bør derfor ikke efterlades alene i for lang tid.
En vizsla har desuden behov for en del aktivitet og minimum en times daglig motion er anbefalelsesværdigt.
En vizsla kommer generelt godt ud af det med andre hunderacer, og kan også nemt omgås katte, hvis den er vokset op sammen med dem.
Hundene har oftest tætsiddende gylden pels, brune øjne og er relativt nem at trimme.
I 1982 blev Dansk Vizsla Klub etableret - en specialklub for jagthunderacerne korthåret og ruhåret vizsla, hvis primære formål er at fremme kendskabet til hunderacen.